# Viktor Polášek
Viktor Polášek (* 18. Juli 1997 in Nové Město na Moravě) ist ein ehemaliger tschechischer Skispringer. Bei den Junioren-Weltmeisterschaften 2017 in Park City wurde er Juniorenweltmeister im Einzelwettbewerb.

## Werdegang
Polášek feierte sein Debüt im internationalen Wettbewerb bei zwei Wettbewerben im Rahmen des FIS-Cups am 30. und 31. August 2013 in Frenštát pod Radhoštěm, bei denen er 38. und 33. wurde. Es folgten lediglich drei weitere Wettbewerbsteilnahmen in dieser und der nächsten FIS-Cup-Saison. In der Saison 2014/15 nahm Polášek daraufhin beständiger an Wettkämpfen teil. So startete er am 10. Januar 2015 in Zakopane mit einem fünften Platz in die neue Saison. Infolgedessen debütierte er am 16. und 17. Januar 2015 im Continental Cup auf dessen Station in Sapporo. Hierbei belegte er die Plätze 30 und 13. Noch im selben Monat und an derselben Schanze durfte Polášek daraufhin im Weltcup debütieren, hier erreichte er die Plätze 46 und 45. Bei den Junioren-Weltmeisterschaften 2015 in Almaty belegte er im Einzel den achten und mit der Mannschaft den neunten Rang.
Zu seinen größten Erfolgen der Anfänge seiner Karriere zählt die Teilnahme an den Nordischen Skiweltmeisterschaften 2015 in Falun, bei denen er sowohl im Mixed-Team als auch im Einzel startete. Dabei profitierte er vom verletzungsbedingten Ausfall sowie nachlassender Leistungen vieler Skispringer im Team. Im Mixed-Team kam er zusammen mit Michaela Doleželová, Barbora Blažková und Jan Matura auf den 11. und damit letzten Platz, im Einzel verpasste er den eigentlichen Wettbewerb, da er sich nicht qualifizieren konnte. Im Team-Wettbewerb durfte er nicht starten. Weitere Teilnahmen im Continental Cup folgten in der Saison 2014/15, jedoch keine Top-Ten-Platzierungen mehr.
Am 5. und 6. September 2015 gab Polášek sein Debüt im Sommer-Grand-Prix in Tschaikowski, wobei er mit den Plätzen 29 und 24 auch gleich seine ersten Grand-Prix-Punkte holte. Im Winter 2015/16 startete er vor allem im Continental Cup. Im Februar 2016 nahm er zudem an den Nordischen Junioren-Skiweltmeisterschaften in Râșnov teil. Im Einzelwettbewerb belegte den vierten Rang, im Mannschaftsspringen landete er mit der tschechischen Mannschaft auf dem sechsten Platz und im Mixed-Teamwettbewerb auf dem fünften Platz. Seine beste COC-Platzierung der Saison war der achte Platz im März 2016 in Vikersund. Daraufhin folgte seine einzige Berufung ins tschechische Weltcup-Aufgebot in jener Saison. Beim Weltcup in Titisee-Neustadt wurde er beim ersten Einzelwettbewerb in der Qualifikation disqualifiziert und der zweite Wettbewerb wurde wegen starken Windes abgesagt.
Am 8. Januar 2017 gewann er in Titisee-Neustadt seinen ersten Continental-Cup-Wettbewerb, was zugleich auch sein erster Podestplatz im COC war. In der Saison 2016/17 startete Polášek häufiger im Weltcup und war außerdem dreimal Teil des tschechischen Teams bei Mannschaftswettbewerben. Am 15. Januar 2017 erreichte er als 26. erstmals den Finaldurchgang und holte somit die ersten Weltcuppunkte seiner Karriere. In der Weltcup-Gesamtwertung erreichte er mit 31 Punkten Rang 47. Bei den Junioren-Skiweltmeisterschaften 2017 in Park City, Utah gewann Polášek die Goldmedaille im Einzelwettbewerb von der Normalschanze vor dem Italiener Alex Insam und dem Deutschen Constantin Schmid. Im Teamwettbewerb belegte er zusammen mit Damián Lasota, Dušan Doležel und František Holík den siebten Platz und im Mixed-Teamwettbewerb zusammen mit Barbora Blažková, František Holík und Jana Mrákotová den achten Platz. Seine zweite COC-Podiumsplatzierung erreichte er am 18. Februar 2017 in Planica als Dritter. Anschließend wurde er für die Weltmeisterschaften 2017 in Lahti nominiert, wo er in den Einzelwettbewerben die Plätze 25 von der Groß- und 31 von der Normalschanze belegte. Mit der tschechischen Herren-Mannschaft landete er auf Platz sieben.
Auch in der Saison 2017/18 pendelte er zwischen Weltcup und Continental Cup. Am 27. Dezember 2017 wurde beim COC in Engelberg Zweiter. Im Februar 2018 startete Polášek in Pyeongchang erstmals bei den Olympischen Winterspielen als Teil des fünfköpfigen tschechischen Aufgebots, obwohl er zuvor keine Weltcuppunkte in der Saison holte. Er wurde für alle drei Wettbewerbe nominiert. In den beiden Einzelwettbewerben auf der Normalschanze und der Großschanze belegte er jeweils den 44. Rang, mit der Mannschaft wurde er Zehnter.
Bei den Weltmeisterschaften 2019 in Seefeld in Tirol belegte er die Plätze 25 von der Groß- und 38 von der Normalschanze. Mit der tschechischen Herren-Mannschaft wurde er Achter und mit dem Mixed-Team Neunter. Bei den tschechischen Meisterschaften im Sommer 2019 gewann Polášek seinen ersten Meistertitel.
Im März 2022 verkündete er sein Karriereende.

## Erfolge

### Continental-Cup-Siege im Einzel
| Nr. | Datum           | Ort                    | Typ           |
| --- | --------------- | ---------------------- | ------------- |
| 1.  | 8. Januar 2017  | Titisee-Neustadt       | Großschanze   |
| 2.  | 13. August 2021 | Frenštát pod Radhoštěm | Normalschanze |

## Statistik

### Weltcup-Platzierungen
| Saison  | Platz | Punkte |
| ------- | ----- | ------ |
| 2016/17 | 47.   | 031    |
| 2018/19 | 42.   | 054    |
| 2019/20 | 53.   | 015    |
| 2020/21 | 69.   | 004    |

### Grand-Prix-Platzierungen
| Saison | Platz | Punkte |
| ------ | ----- | ------ |
| 2015   | 77.   | 009    |
| 2016   | 62.   | 019    |
| 2017   | 70.   | 011    |
| 2018   | 52.   | 023    |
| 2019   | 22.   | 100    |
| 2020   | 21.   | 024    |
| 2021   | 23.   | 089    |